# Agonidae
Famille
Les Agonidae sont une famille de poissons marins de l'ordre des Scorpaeniformes.

## Liste des genres
Selon FishBase et ITIS :
- genre Agonomalus Guichenot, 1866
- genre Agonopsis Gill, 1861
- genre Agonus Bloch & Schneider, 1801
- genre Anoplagonus Gill, 1861
- genre Aspidophoroides Lacepède, 1801
- genre Bathyagonus Gilbert, 1890
- genre Bothragonus Gill in Jordan & Gilbert, 1883
- genre Brachyopsis Gill, 1861
- genre Chesnonia Iredale & Whitley, 1969
- genre Freemanichthys Kanayama, 1991
- genre Hypsagonus Gill, 1861
- genre Leptagonus Gill, 1861
- genre Occella Jordan & Hubbs, 1925
- genre Odontopyxis Lockington, 1880
- genre Pallasina Cramer in Jordan & Starks, 1895
- genre Percis Scopoli, 1777
- genre Podothecus Gill, 1861
- genre Sarritor Cramer in Jordan & Evermann, 1896
- genre Stellerina Cramer in Jordan & Evermann, 1896
- genre Tilesina Schmidt in Jordan & Starks, 1904
- genre Ulcina Cramer in Jordan & Evermann, 1896
- genre Xeneretmus Gilbert in Jordan, 1903

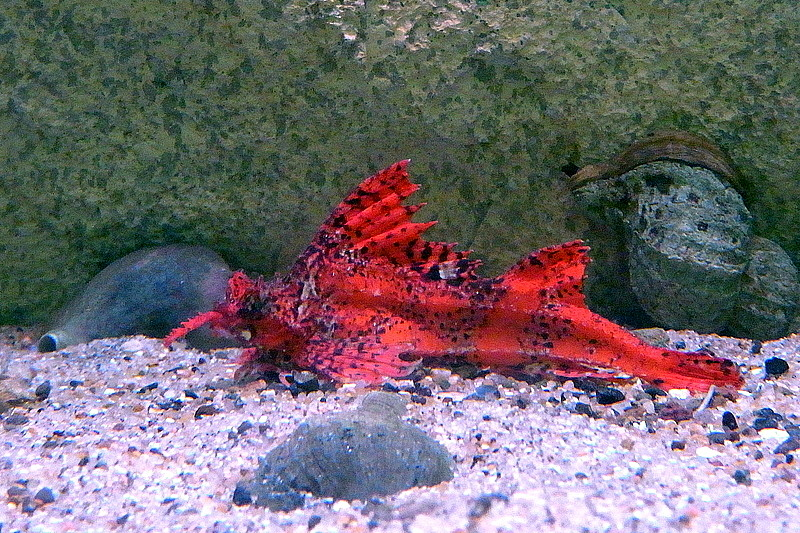
Agonomalus proboscidalis
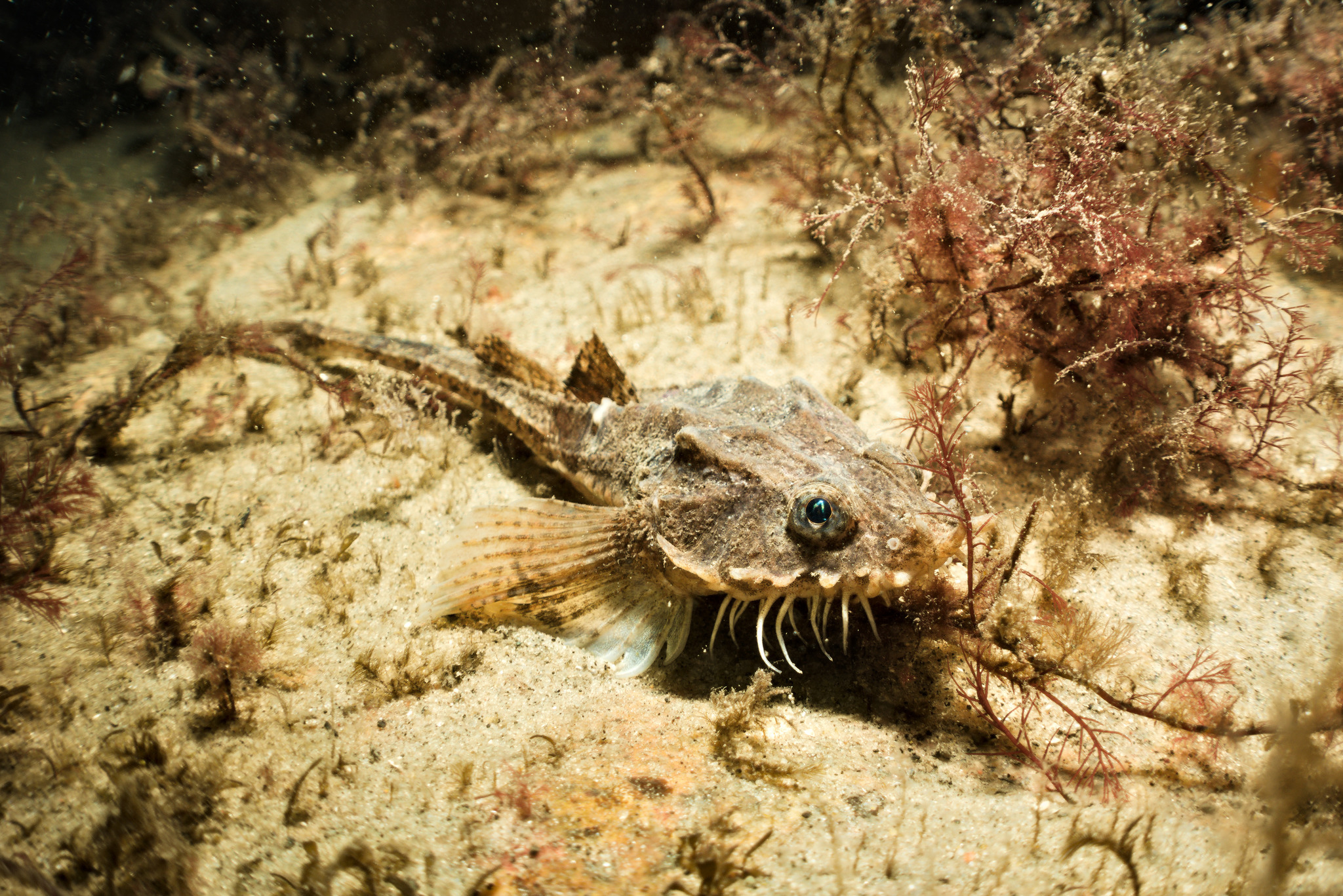
Agonus cataphractus
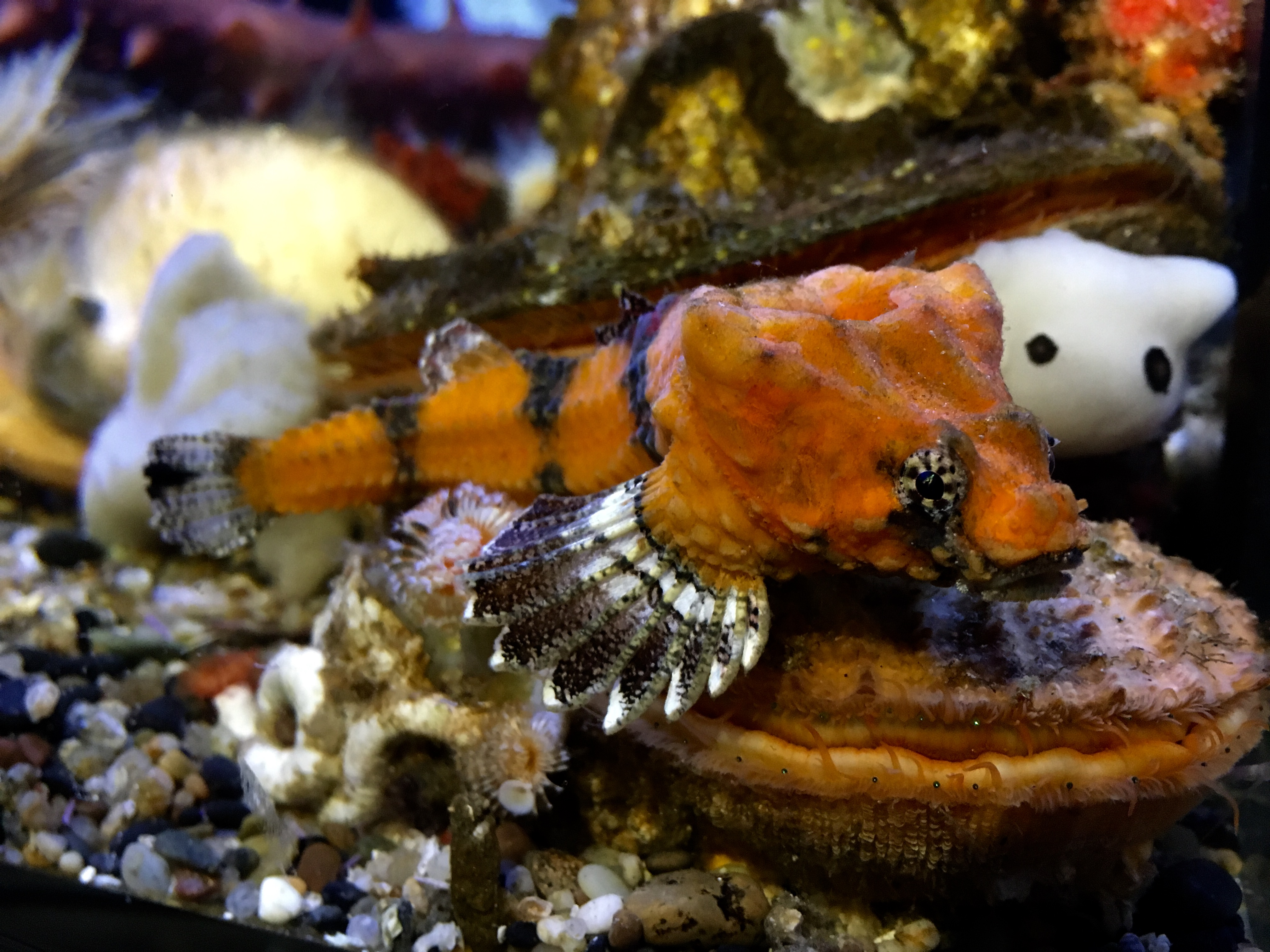
Bothragonus swanii
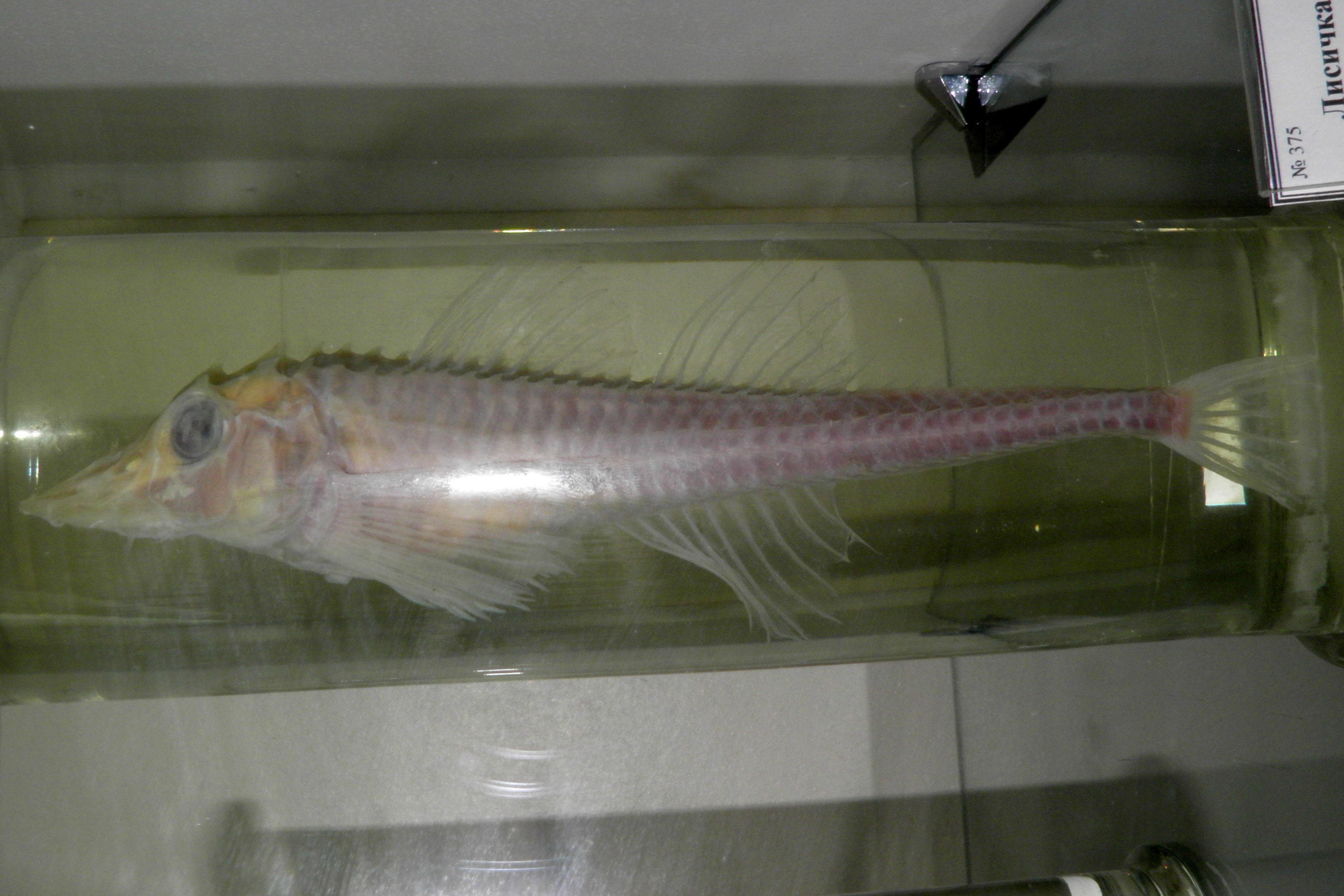
Freemanichthys thompsoni
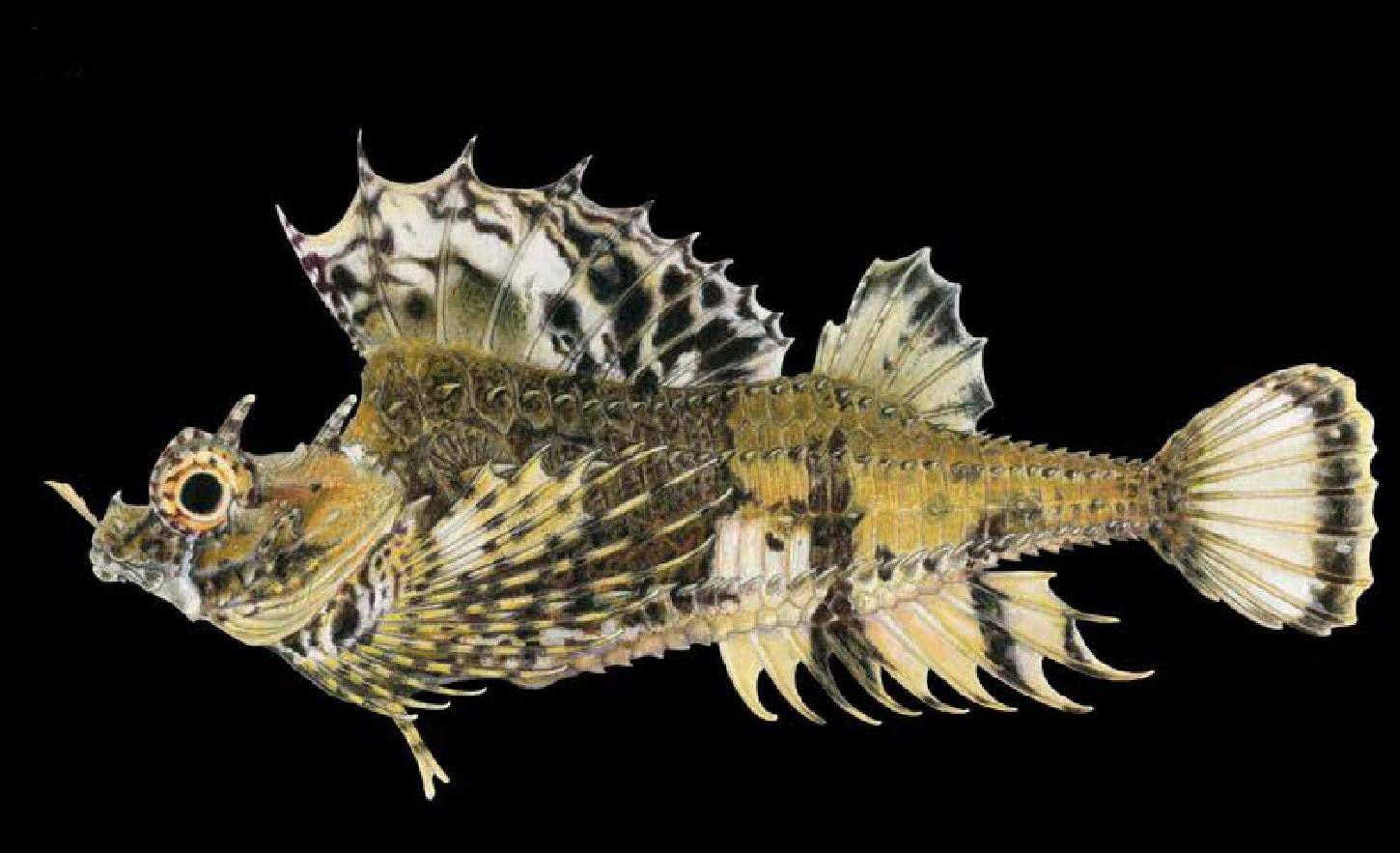
Hypsagonus quadricornis
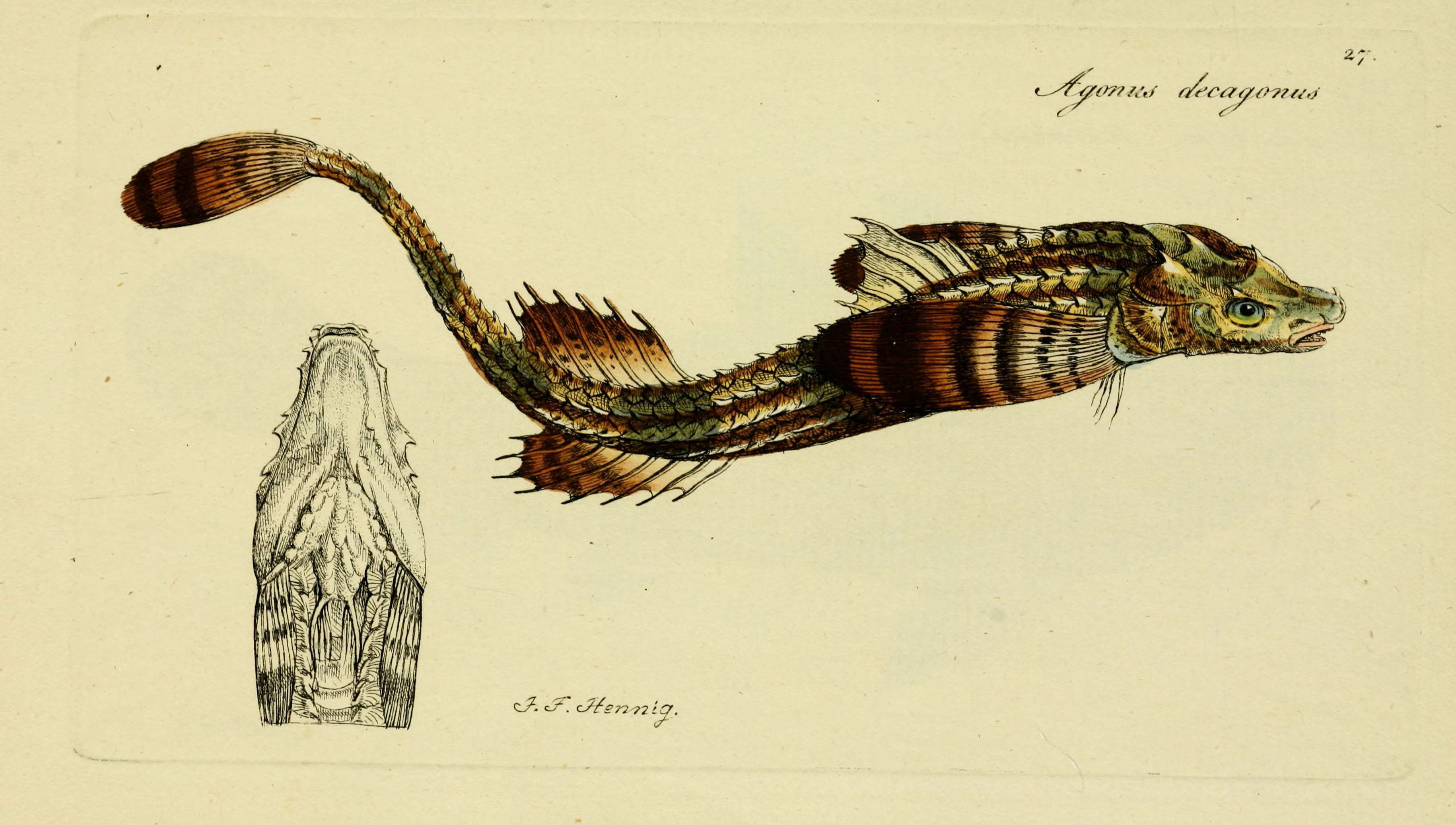
Leptagonus decagonus
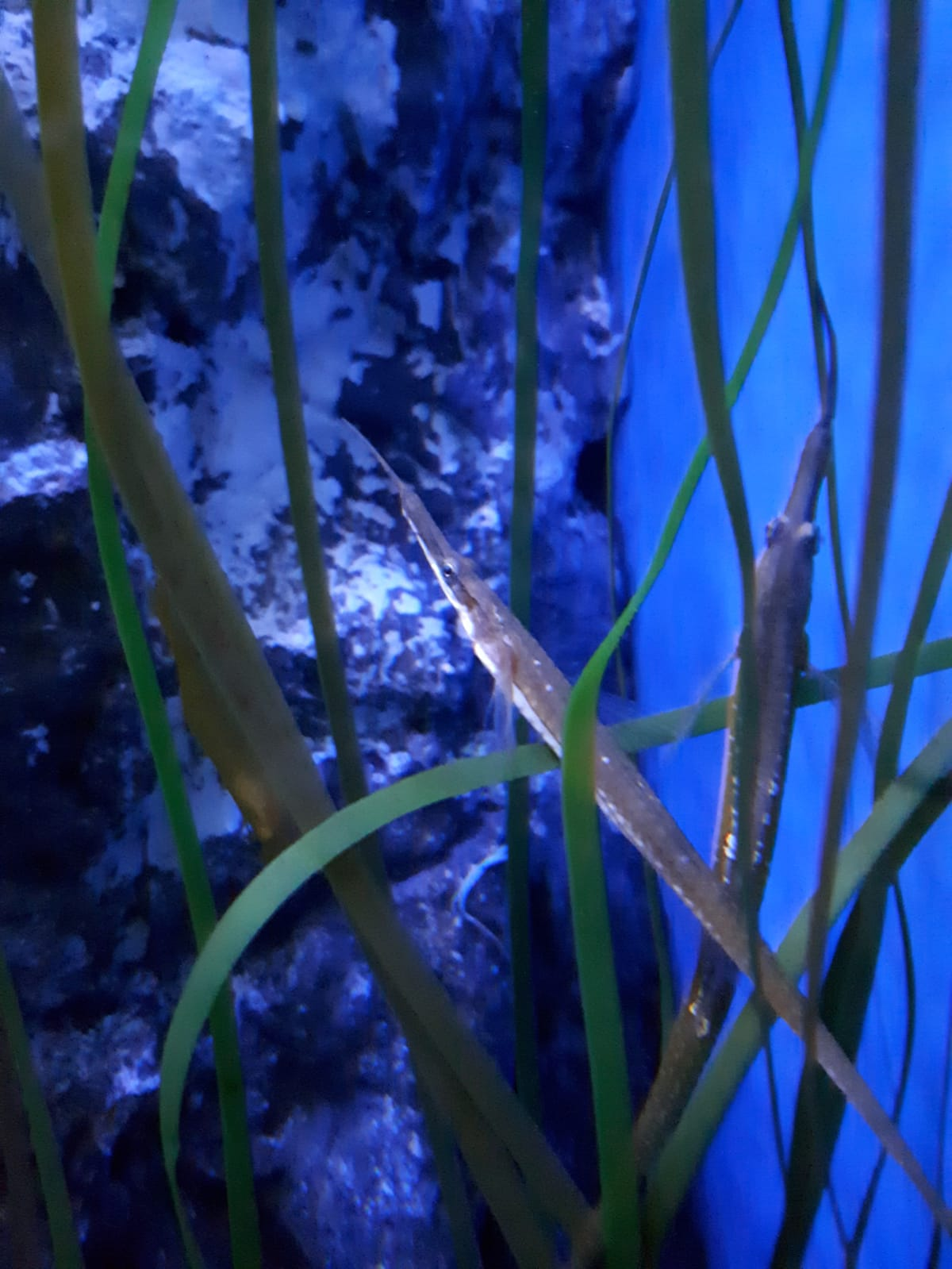
Pallasina barbata
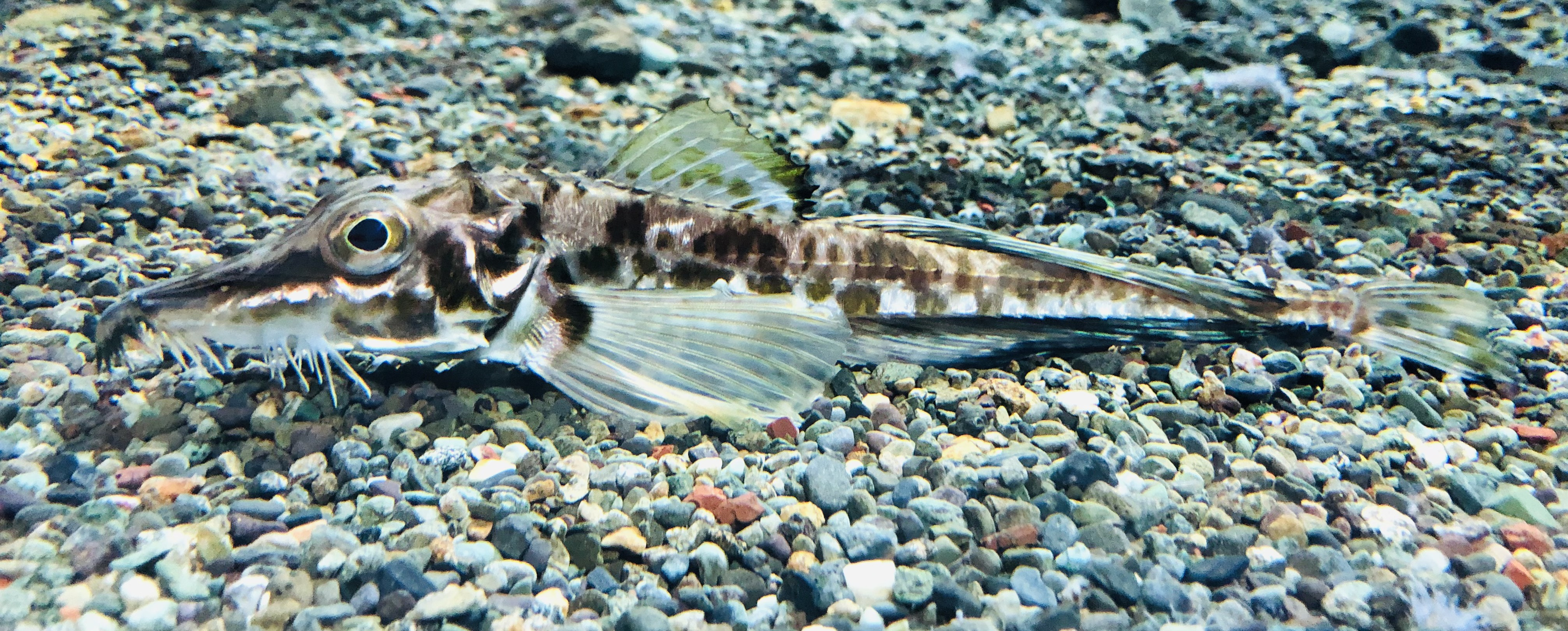
Podothecus sachi
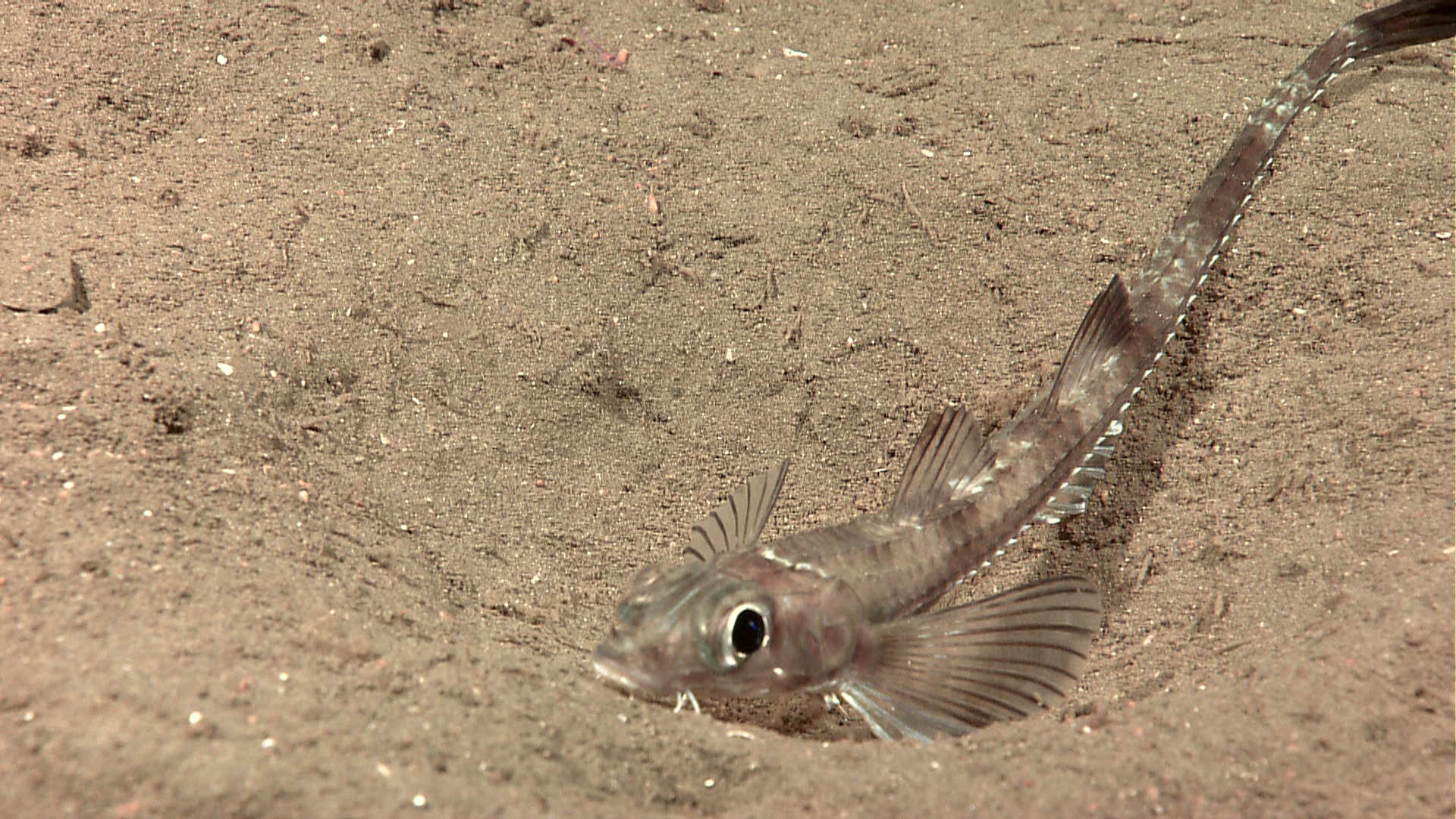
Xeneretmus latifrons
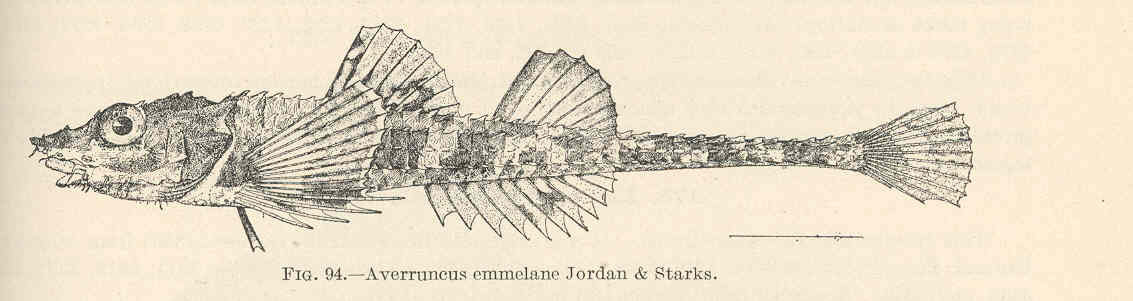
Agonopsis vulsa